# Orda Khan
Orda Khan (mongolisch Орд эзэн Ord ezen; † nach Abulfeda gegen 1280) war ein sibirischer Mongolenfürst, Sohn Dschötschis und älterer Bruder des bedeutenden Mongolenkhans Batu.
Orda war laut gängiger Darstellung eigentlich als Nachfolger seines Vaters vorgesehen, doch er überließ dem etwas jüngeren Batu diese Würde und teilte sich stattdessen mit einem anderen jüngeren Bruder, Shibani Khan († 1266), die Herrschaft über Sibirien zwischen Ural und Irtysch. In den Erlassen aus Karakorum wurde sein Name trotzdem vor dem Batus genannt.
Der Fürst taucht bis zum Beginn der 1240er Jahre mehrfach als Stellvertreter seines Bruders auf, so z. B. laut Aussage von Carpini und Raschid ad-Din beim Feldzug in Polen 1241 oder bei der Wahl Gujuk Khans zum Großchan 1246.
Der Name bzw. Titel Orda ist abgeleitet von „Heerlager“, vgl. türkisch Ordu und tatarisch Urda.
Über seine Ehefrauen und seine Kinder ist wenig bekannt, doch zahlreiche Tatarenherrscher der folgenden Jahrhunderte führten sich auf ihn zurück: vgl. Orda-Horde.